# Nathan Stubblefield
Nathan Beverly Stubblefield (22 novembre 1860 – 28 marzo 1928) è stato un inventore statunitense e coltivatore di meloni in Kentucky.
È stato dichiarato che avesse inventato la radio prima di Nikola Tesla, Aleksandr Stepanovič Popov o Guglielmo Marconi, ma i suoi dispositivi sembrano lavorare sull'induzione di frequenze audio (creando disturbi vicino al campo) piuttosto che sulla radiazione di radio frequenza per le telecomunicazioni per trasmissioni radio. Sebbene al tempo vi fossero esperimenti di altri contemporanei come William Preece, egli è stato proposto come uno dei pretendenti all'invenzione della telefonia senza fili, o per le trasmissioni senza fili della voce umana.